# Madeline Merlo
Madeline Merlo (Maple Ridge, 9 febbraio 1994) è una cantante canadese.

## Biografia
Cresciuta in una famiglia musicale, Madeline Merlo ha firmato un contratto discografico con la Open Road Recordings nel 2013, dando il via alla sua carriera musicale. L'anno successivo è uscito il suo EP omonimo, che le ha fruttato il premio Rising Star al miglior artista emergente da parte della Canadian Country Music Association.
Nel 2016 è uscito il suo album di debutto Free Soul, che è entrato nella classifica Billboard Canadian Albums all'88ª posizione. Madeline Merlo è stata in lizza per il premio alla miglior artista femminile ai Canadian Country Music Association Awards nel 2017 e nel 2018, premio che ha però vinto ai premi della British Columbia Country Music Association del 2015 e del 2016.

## Discografia

### Album in studio
- 2016 – Free Soul

### EP
- 2014 – Madeline Merlo

### Singoli
- 2014 – Sinking Like a Stone
- 2014 – Alive
- 2014 – Jolly Ol' Redneck
- 2015 – Honey Jack
- 2016 – Whatcha Wanna Do About It
- 2016 – War Paint
- 2016 – White Christmas
- 2017 – Over and Over
- 2017 – Motel Flamingo
- 2018 – Neon Love
- 2019 – Unraveling
- 2019 – Dear Me
- 2020 – Kiss Kiss
- 2020 – If You Never Broke My Heart
- 2020 – It Didn't